# Kaplityny
Kaplityny (Duits: Kaplitainen) is een plaats in het Poolse district  Olsztyński, woiwodschap Ermland-Mazurië. De plaats maakt deel uit van de gemeente Barczewo en telt 350 inwoners.